# Sporobolus fertilis
Sporobolus fertilis là một loài thực vật có hoa trong họ Hòa thảo. Loài này được (Steud.) Clayton miêu tả khoa học đầu tiên năm 1965.

## Hình ảnh

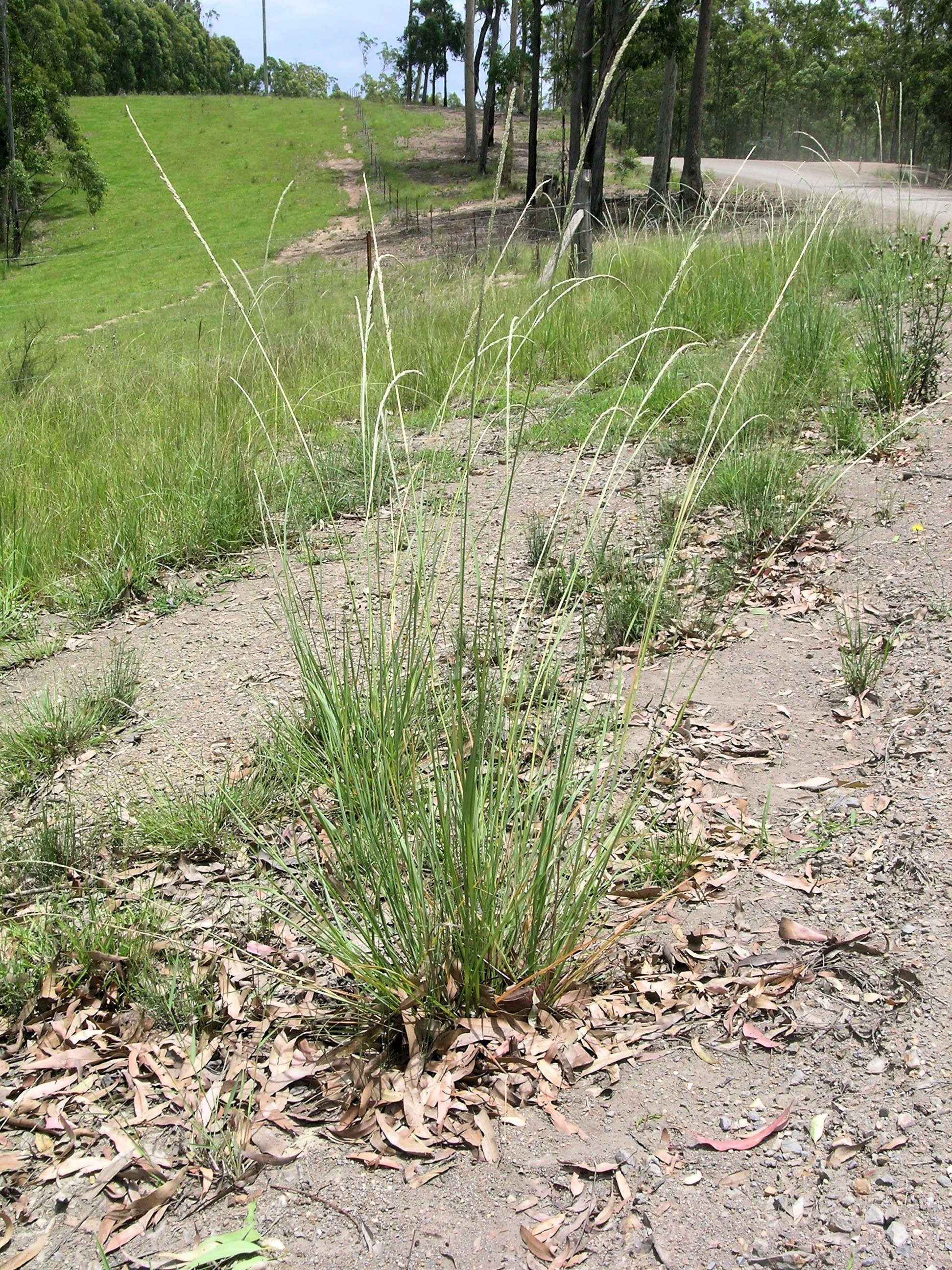